# Berantevilla
Berantevilla község Spanyolországban, Arabában. Lakosainak száma 459 fő (2024).

## Földrajza
Berantevilla Armiñon, Condado de Treviño, Zambrana, Miranda de Ebro és Ribera Baja/Erribera Beitia községekkel határos.

## Testvértelepülések
- Meharrize
- Novales

## Népesség
A település lakosságának változását az alábbi diagram mutatja:
| Lakosok száma | 457  | 458  | 442  | 438  | 494  | 477  | 449  | 453  | 465  | 459  |
|               | 2001 | 2004 | 2006 | 2009 | 2011 | 2014 | 2016 | 2019 | 2021 | 2024 |